# واسار
واسار (به مجاری:  Vaszar) یک سکونتگاه مسکونی در مجارستان است که در استان وسپرم
```
واقع شده‌است.
```

## خصوصیات
وسزر ۳۳٫۶۹ کیلومترمربع مساحت و ۱٬۶۰۸ نفر جمعیت دارد.